# 木村常信
木村 常信（きむら つねのぶ、1901年9月4日 - 1991年4月24日）は、日本の民法学者。京都大学名誉教授。長女は推理小説家の山村美紗、長男は政治学者で北海道大学名誉教授の木村汎、孫は女優の山村紅葉。

## 略歴
- 明治34年9月4日 - 京都府京都市に出生[3]
- 大正4年3月 - 京都市下京区新道尋常小学校卒業[3]
- 大正8年3月 - 京都府立京都第二中学校卒業[3]
- 大正12年3月 - 第三高等学校文科丙類卒業[3]
- 大正15年3月 - 京都帝国大学法学部法律学科卒業[3]
- 大正15年4月 - 京都帝国大学大学院（法学研究科）進学[3]
- 大正15年10月18日 - 京城法学専門学校教員を嘱託[3]
- 昭和2年9月15日 - 朝鮮総督府京城法学専門学校教授[3]
- 昭和8年11月8日 - 民法研究のため独・仏・英・米へ在留を命す[3]
- 昭和10年8月31日 - 帰任[3]
- 昭和19年7月29日 - 朝鮮総督府京城法学専門学校長事務取扱ヲ命ス[3]
- 昭和21年5月31日 - 昭和21年勤令287号ニ依り自然退官[3]
- 昭和22年4月15日 - 徳島県勝浦郡横瀬中学校長[3]
- 昭和23年4月30日 - 大分経済専門学校教授[3]
- 昭和24年6月1日 - 大分大学図書館長[3]
- 昭和24年7月31日 - 大分大学教授[3]
- 昭和25年3月31日 - 京都大学教授（吉田分校勤務）[3]
- 昭和38年4月1日 - 京都大学教養部に配置換[3]
- 昭和40年4月1日 - 鹿児島大学教授、法文学部に配置換（文理学部併任）[3]
- 昭和42年3月31日 - 停年により退官[3]
- 平成3年4月24日 - 満89歳没[1]

## 著作

### 著書
- 『憲法講義案』（有信堂、昭和25年）[3]
- 『法学-私権論』（有信堂、昭和26年）[3]
- 『新民事責任論』（有信堂、昭和28年）[3]
- 『法と権利』（有信堂、昭和28年）[3]
- 『法学新論』（有信堂、昭和29年）[3]
- 『法学の根本問題』（有信堂、昭和30年）[3]
- 『法学序説』（有信堂、昭和33年）[3]
- 『法学概論』（ナカニシヤ書店、昭和34年）[3]
- 『新訂法学概論』（ナカニシヤ書店、昭和36年）[3]
- 『法学の大家たち』（ナカニシヤ書店、昭和37年）[3]
- 『多元的法律観』（ナカニシヤ書店、昭和38年）[3]
- 『法の一般理論』（ナカニシヤ書店、昭和39年）[3]

### 翻訳
- デュギー『公法変遷論』（大鐙閣、昭和5年）[3]